# Жикина женитьба
«Жикина женитьба» (серб. Žikina ženidba, также употребляется, как Безумные годы 10 или Жикина династия 4) — югославская кинокомедия режиссёра Зорана Чалича, премьера которой состоялась в 1992 году. Фильм представляет собой десятую и последнюю, на данный момент, часть популярного киносериала «Безумные годы». Съемки новых сцен были прерваны из-за смерти главного актёра Драгомира Жидре Боянича в следующем году. Ввиду неуспеха предыдущего фильма, «Жикина женитьба» вышла по телевидению.

## Сюжет
Милан уговаривает Жику жениться, и, чтобы найти подходящую кандидатуру, они решили дать объявление во все отечественные и зарубежные газеты. От Словении до Бразилии продолжают поступать предложения на кассеты VHS. Чтобы Жика не ошибся при окончательном выборе невесты, Милан предложил ему свои корректорские знания и умение. Жика понимает, в чём дело, и подшучивает над своим другом Миланом.
В конце оказывается, что весь сюжет фильма — это лишь сон Жики. Приходит Милан и спрашивает: «Что у тебя случилось?». Жика говорит про сон, где он искал себе невесту. Милан подмечает, что это достаточно хорошая идея и предлагает её реализовать. Жика же отказывается и решает до конца остаться верным Даре.

## В ролях
- Драгомир Гидра Боянич — Жика Павлович
- Марко Тодорович — Милан Тодорович
- Елена Жигон — Елена Тодорович
- Оливера Маркович — уборщица туалета Сера
- Радмила Савичевич — дама с собачкой
- Вука Дунджерович — россиянка
- Весна Чипчич — Эльза
- Снежана Савич — певица
- Оливера Викторович — Виолетта, стриптизёрша
- Мелита Бихали — немец
- Зорица Атанасовская — молодая девушка
- Ванеса Ожданич — Туджманка
- Люба Павлович — Почтальон

## Критика фильма
Десятый фильм, «Жикины мемуары», получил в основном негативный приём критиков, ругавшие глупые диалоги, устаревший юмор, концовку, сюжет и характеры главных героев. На сайте IMDb фильм получил низкий рейтинг в 4.9/10. Фильм, на данный момент, является самым низкооценённым проектом в серии.

## Потенциальное продолжение
«Жикина династия: Возвращение» (рабочее название: «Новые Безумные годы») — грядущий сербский фильм. Это должна быть одиннадцатая часть серии «Безумные годы».
Режиссёром фильма является Милан Коневич, сценарий написала Милена Маркович, дочь известного сценариста Йована Марковича, написавшего сценарии ко всем предыдущим фильмам серии. Главную роль Миши Павловича играет Никола Кожо.
В 2020 году Киноцентр Сербии поддержал съемки фильма, бюджет которого составил 22,5 миллиона динаров. В середине 2021 года скончалась главная актриса Риальда Кадрич, и проект был временно заморожен.
Продюсер Милан Тодорович подтвердил в интервью Tanjug TV, что начало съемок фильма «Жикина династия: Возвращение» ожидается летом 2023 года, а премьера запланирована на конец года.